# Szurdokpüspöki
Szurdokpüspöki là một thị trấn thuộc hạt Nógrád, Hungary. Thị trấn này có diện tích 26,71 km², dân số năm 2010 là 1879 người, mật độ 70 người/km².